# Мэр города Хай-Уиком
Мэр города Хай-Вайкомб (англ. Mayor of High Wycombe) — руководитель мэрии города Хай-Уиком в графстве Бакингемшир (Англия), который после избрания на должность мэра подвергается процедуре взвешивания на городской площади. Затем взвешивание повторяется в конце срока его работы.

## История
Мэр города английского города Хай-Уиком избирается ежегодно на годовом собрании членов Устава попечителей (англ. Charter trustees), полномочия которого ограничены торжественными мероприятиями и другими функциями, в зависимости от местных обычаев и законов. Также на основании Устава попечителей один из его членов выдвигается коллегами, чтобы быть мэром города.
А традиция его взвешивания началась в 1678 году, когда жители города решили покончить с мэрами, воровавшими деньги из городской казны и буквально толстевшими от сытной жизни. После года службы мэра взвешивали снова, и глашатай сообщал «Прибавилось!» или «Не прибавилось!». В старые времена набравшего вес городского правителя могли освистать и даже закидать тухлыми помидорами и гнилыми фруктами, в настоящее время эта часть традиции отсутствует. Церемониал проходил в таком порядке: звонили городские колокола, народное шествие под дробь барабана двигалось к городской церкви, затем следовало взвешивание мэра, происходившее на площади улицы White Hart Street.
Сейчас церемония взвешивания иногда транслируется по телевидению, как это было в августе 2007 года, когда она была показана в программе B-Road Britain на телеканале ITV1.